# Kukla (oděv)
Kukla je součást oblečení, která zakrývá celou hlavu a krk. Nezakrytý zůstává pouze obličej. U některých provedení kukly jsou odkryté jen oči a otvory pro dýchání. Kukla je zhotovena z pružného, elastického materiálu.

## Kukly podle konstrukce a využití

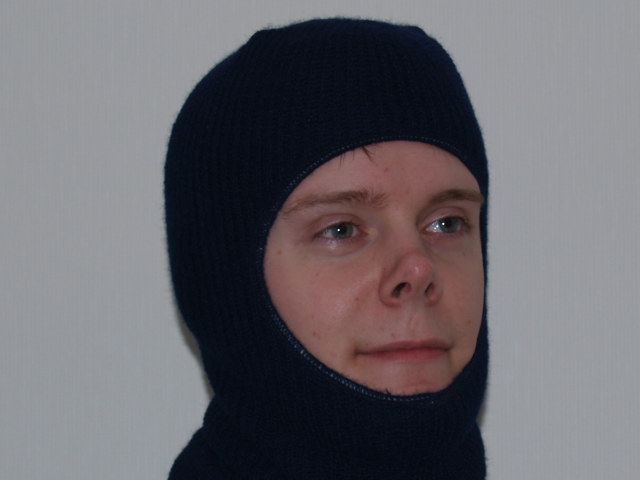
Zateplovací kukla

### Zateplovací kukla
Je zhotovena z pružného úpletu, často z moderních syntetických vláken, užívaných pro výrobu funkčního prádla, někdy také z vlny. Často jednobarevná, v tmavých barvách. Obličej zůstává většinou odkrytý. Využití je proti prochladnutí při sportovních aktivitách jako je cyklistika nebo lyžování. Musí umožnit nošení ochranných brýlí a nasazení ochranné helmy. Proto bývá většinou z tenké pleteniny s hladkým vnějším povrchem.

### Maskovací kukla
Vyrobena z tenkého hladkého úpletu. Upřednostňuje se maskovací funkce. Zakrývá i obličej, odkryté zůstávají jen oči. Existují typy zakrývající jen obličej, část zakrývající vlasy je pro lepší větrání ze síťoviny. Maskovací funkce je podpořena vhodnou barvou. Mimo klasické černé může být bílá, písková, khaki nebo je kukla potištěna maskovacím vzorem.

### Kukla jako součást potápěčského obleku

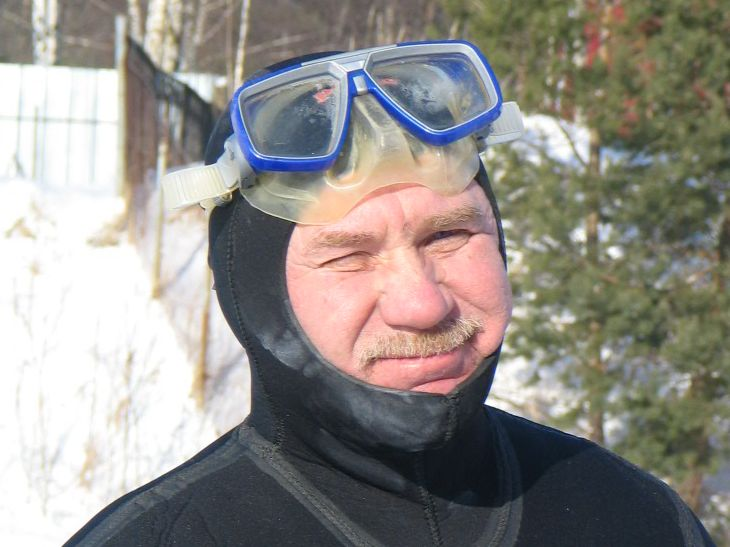
Potápěč s nasazenou kuklou

Kukla může být samostatný doplněk nebo být integrální součástí potápěčského obleku. Vyrobena ze stejného kašírovaného neoprenu jako potápěčský oblek. Slouží k udržení hlavy potápěče v teple. Někteří plavci-otužilci používají tuto kuklu samostatně. Při plavání v zimním období je teplota vzduchu výrazně nižší, než teplota vody. Kukla je sestavena z materiálu různých tlouštěk. Manžeta kolem obličeje je z tenkého materiálu pro lepší utěsnění. Obličej zůstává odkrytý, kukla musí umožnit pohodlné nasazení potápěčské masky a náustku dýchacího přístroje. Barevně, případně ozdobnými pruhy v kontrastních barvách je kukla sladěna s designem potápěčského obleku.

### Pomůcka v oblastiBDSM

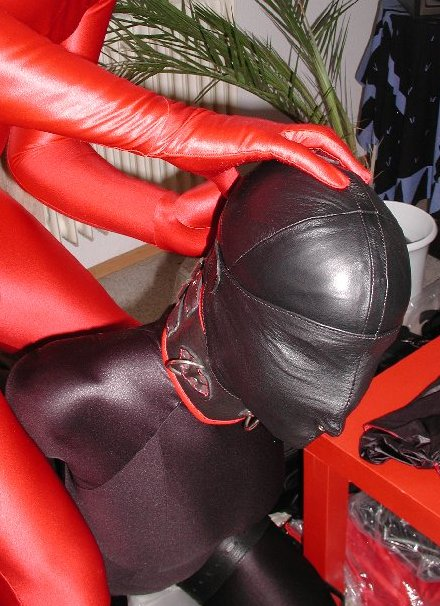
Pomůcka v oboru BDSM

Materiálem bývá latex, lycra nebo kůže. Účelem bývá odosobnění nositele smazáním rysů jeho tváře pro okolí. Takové kukly mají odkryté otvory pro oči, ústa a nos. Existují kukly, které otvory pro oči nemají nebo je možné oči zakrýt odnímatelným dílem. Ty slouží k maximální dezorientaci osoby, která má kuklu nasazenou. Kukla může být vybavena částmi, které po uzamčení znemožňují její sejmutí samotným nositelem.